# Ouganda aux Jeux olympiques d'été de 2004
L'Ouganda a participé aux Jeux olympiques d'été de 2004 qui se sont tenus à Athènes, en Grèce, du 13 au 29 août 2004. C'était sa douzième participation aux jeux Olympiques d'été. Il a également participé (septième participation) aux jeux paralympiques qui se sont déroulés du 17 au 28 septembre 2004.

## Athlétisme
En athlétisme, l'Ouganda présentait quatre athlètes :
800 mètres hommes
- Paskar Owor : réalisa le 5e temps de sa course (47e temps général) avec 1 min 47 s 87, insuffisant pour se qualifier.

10 000 mètres hommes
- Wilson Busienei réalisa le 11e temps de la finale : 28 min 10 s 75.
- Boniface Kiprop Toroitich réalisa le 4e temps de la finale : 27 min 25 s 48.

5 000 mètres femmes
- Dorcus Inzikuru : réalisa le 12e temps de sa course (24e temps général)avec 15 min 38 s 59, insuffisant pour se qualifier.

## Boxe
En boxe, l'Ouganda présentait cinq athlètes :
Poids mi-mouches (46-49 kg)
- Jolly Katongole : perd en 1/16 de finale (7 - 22) face à Atagun Yalcinkaya (Turquie).

Poids plumes (54-57 kg)
- Brian Mayanja : perd en 1/16 de finale face à Galib Jafarov (Kazakhstan).

Poids légers (56-60 kg)
- Sam Rukundo :
  - en 1/16 de finale, vainc (30 - 22) Tahar Tamsamani (Maroc),
  - en 1/8 de finale, vainc (24 - 22) Alexander de Jesus (Porto Rico),
  - en 1/4 de finale, perd (18 - 31) contre Murat Khrachev (Russie).

Poids welters (64-69 kg)
- Sadat Tebazaalwa : perd en 1/16 de finale (17 - 29) face à Hanati Silamu (Chine).

Poids moyens (69-75 kg)
- Joseph Lubega : perd en 1/16 de finale (21 - 30) face à Prasathinphimai Suriya (Thaïlande)

## Natation
En natation, l'Ouganda présentait un athlète :
- Edgar Luberenga (50 mètres nage libre) : 27 s 77, 75e temps.

## Haltérophilie
En haltérophilie , l'Ouganda présentait une athlète :
- Irene Ajambo (femmes de moins de 69 kg) : 150 kg (60 kg arraché + 90 kg épaulé-jeté), 9e score.